# Anijala
Anijala is een plaats in de Estlandse gemeente Saaremaa, provincie Saaremaa. De plaats heeft de status van dorp (Estisch: küla).
Tot in december 2014 behoorde Anijala tot de gemeente Kaarma, tot in oktober 2017 tot de gemeente Lääne-Saare en sindsdien tot de fusiegemeente Saaremaa.

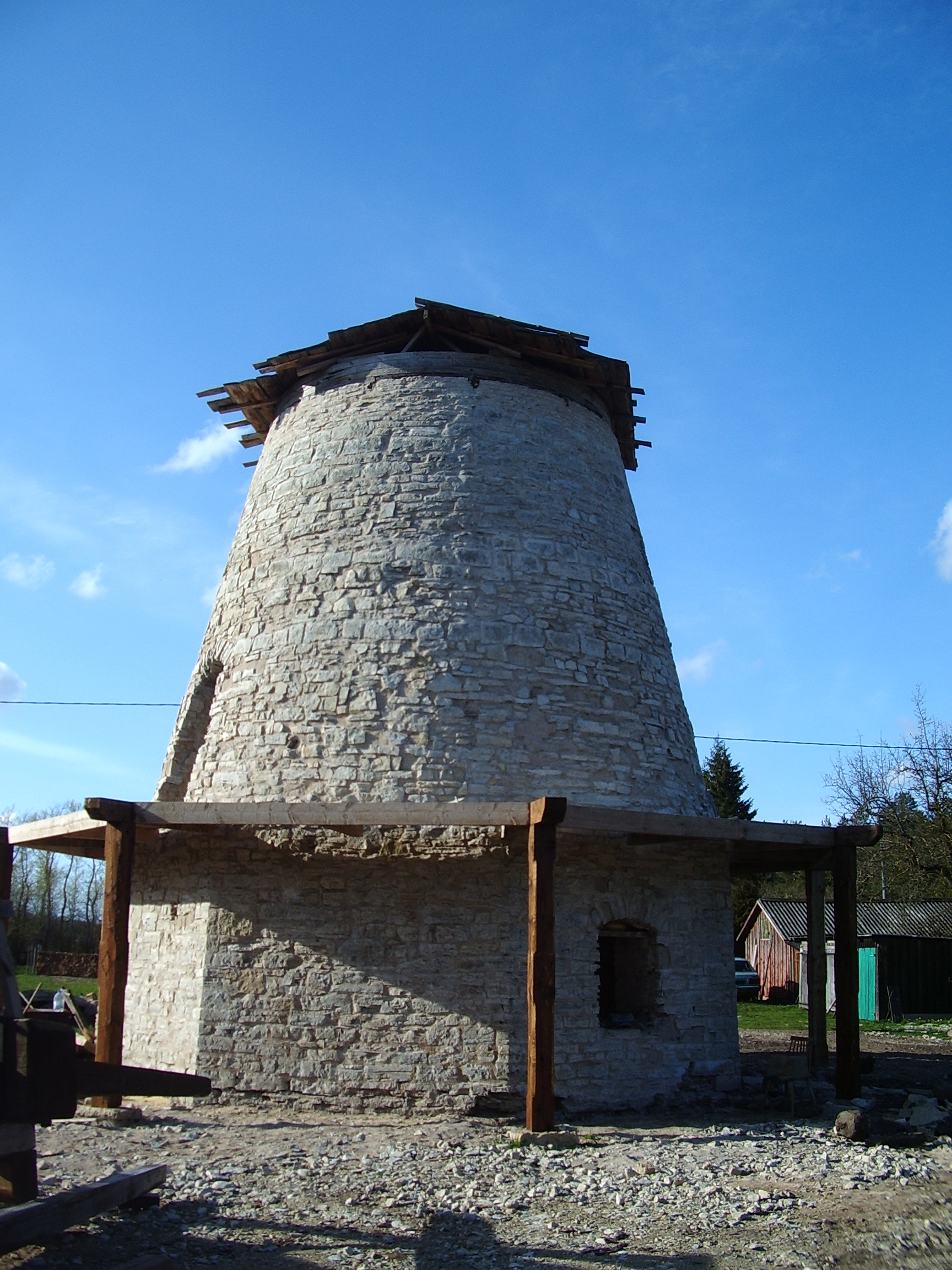
Molen

## Bevolking
Het dorp had 21 inwoners op 31 december 2011 en 19 inwoners op 31 december 2021.